# Bāng Chhun-hong
Bang Chhun-hong è una canzone in taiwanese hokkien composta da Teng Yu-hsien, un musicista taiwanese hakka, e scritta da Lee Lin-Chiu. che fu pubblicata dalla Columbia Records nel 1933, e originariamente cantata a quel tempo da alcune cantanti, come Sun-Sun (纯纯), Ai-Ai (爱爱) o Iam-Iam (艳艳). Il titolo significa letteralmente "Voglia della brezza di primavera".
Bāng Chhun-hong una volta fu riscritta come una canzone patriottica giapponese dal titolo Daichi wa maneku (大地は招く), che significa letteralmente "La Terra Madre ti sta chiamando". Fu scritta da  Koshiji Shirou (越路詩郎?) e cantata da Kirishima Noboru (霧島昇?). La canzone è stata pubblicata anche in Giappone da Hitoto Yo, un cantante pop giapponese. Molte cantanti cinesi avevano cantato la Bāng Chhun-hong, come Teresa Teng, Maya Showlen (秀蘭瑪雅), Feng Fei-fei (鳳飛飛) e Stella Chang (張清芳). Di quest'ultima fu prodotta anche una versione adattata e cantata da David Tao.
Da quando la canzone fu pubblicata, furono distribuiti alcuni film con lo stesso titolo, come un film del 1937 diretto da Andou Tarou (安藤太郎?), ed uno del 1977 che aveva un titolo inglese, "The Operations of Spring Wind" ("Le operazioni del vento di primavera"). Bāng Chhun-hong si usa comunemente come musica di sottofondo nei film o negli sceneggiati televisivi taiwanesi. È anche un brano della colonna sonora di Singapore Dreaming, un film singaporeano distribuito nel 2006.
Esiste un romanzo biografico con lo stesso nome, scritto da Chung Chao-cheng, uno scrittore hakka. Il romanzo non parla della canzone, ma descrive invece la vita di Teng Yu-hsien, il compositore.

## Testi

### Testo originale
| Cinese tradizionale | Romanizzazione hokkien |
| --- | --- |
| 獨夜無伴守燈下 清風對面吹 十七八 未出嫁 見到少年家 果然標緻面肉白 誰家人子弟 想欲問伊驚歹勢 心內彈琵琶 想欲郎君作尪婿 意愛在心內 待何時 君來採 青春花當開 忽聽外頭有人來 開門該看覓 月老笑阮戇大獃 予風騙不知 | To̍k iā bô phōaⁿ tsiú teng-ē, chheng-hong tùi bīn chhe Cha̍p-chhit-poeh, bōe chhut-kè, kìⁿ-tio̍h siàu-liân-ke Kó-jiân piau-tì bīn-bah pe̍h, sûi ke lâng chú-tē Siūⁿ-bōe mn̄g i kiaⁿ phái-sè, sim-lāi tōaⁿ pî-pê Siūⁿ-bōe liông-kun choh ang-sài, ì-ài chāi sim-lāi Thāi hô-sû, kun lâi chhái, chheng-chhun hoe tǹg khai Hut thiaⁿ gōa-thâu ū lâng lâi, khui-mn̂g kai khòaⁿ-bāi Go̍at-ló chhiò gún gōng-tōa-tai, hō͘ hong phiàn m̄-chai |
| Traduzione italiana | |
| Stavo aspettando da sola sotto un lampione, la brezza di primavera soffiava sulle mie guance. Adolescente ancora libera, guardavo i giovani gentiluomini. Veramente bello e veramente carino, da quale famiglia sarebbe venuto? Ero intenzionata a chiacchierare con lui, ma il mio cuore era nervoso come se stessi suonando un pipa. Voglio che sia il mio sposo, nascondo il mio amore nella mente. Aspettando il giorno in cui il gentiluomo verrà a coglierlo, il fiore era rigoglioso. Sentii qualcuno che veniva, aprii la porta per cercarlo. Lo Yuelao† rise di me perché ero una sciocca, ingannata dalla brezza. | |

### Testo odierno
| Cinese tradizionale | Romanizzazione hokkien |
| --- | --- |
| 獨夜無伴守燈下 清風對面吹 十七八歲未出嫁 搪著少年家 果然標緻面肉白 誰家人子弟 想欲問伊驚歹勢 心內彈琵琶 想欲郎君做尪婿 意愛在心內 等待何時君來採 青春花當開 聽見外面有人來 開門該看覓 月娘笑阮戇大獃 予風騙不知 | To̍k iā bô phōaⁿ siú teng-ē, chheng-hong tùi bīn chhe Cha̍p-chhit-poeh-hòe bōe chhut-kè, tn̄g-tio̍h siàu-liân-ke Kó-jiân piau-tì bīn-bah pe̍h, sûi ke lâng chú-tē Siūⁿ-bōe mn̄g i kiaⁿ phái-sè, sim-lāi tōaⁿ pî-pê Siūⁿ-bōe liông-kun choh ang-sài, ì-ài chāi sim-lāi Tán-thāi hô-sû kun lâi chhái, chheng-chhun hoe tǹg khai Hut thiaⁿ gōa-thâu ū lâng lâi, khui-mn̂g kai khòaⁿ-māi Go̍eh-niû chhiò gún gōng-tōa-tai, hō͘ hong phiàn m̄-chai |

† Nella versione recente, la parola "Yuelao" (月老), che significa il "dio del matrimonio", era stata sostituita da "Yuenian" (月娘), che significa la "luna" in lingua hokkien.

## Media
| Aiuto Bang Chhun Hong ( 望春風 ) ( info file ) Scritto da Lee Lin-chiu, composto da Teng Yu-hsien e cantato da Sun-Sun Daichi wa maneku ( 大地は招く ) ( info file ) Scritto da Koshiji Shirou, composto originariamente da Teng Yu-hsien e cantato da Kirishima Noboru |